# Massicus subregularis
Massicus subregularis är en skalbaggsart som beskrevs av Schwarzer 1931. Massicus subregularis ingår i släktet Massicus och familjen långhorningar. Inga underarter finns listade i Catalogue of Life.